# مجموعه کتب مدارس فرانسوی آتن و روم
مجموعه کتب مدارس فرانسوی آتن و روم (انگلیسی: Bibliothèque des Ecoles françaises d'Athènes et de Rome) که با نام اختصاری BEF نیز شناخته می‌شود، نام دو مجموعه منتشر شده اسناد تاریخی از جمله نامه‌های پاپ‌ها در قرن ۱۳ میلادی و طی جنگ‌های صلیبی است. نخستین سری این مجموعه در سال ۱۸۷۷ و دومین سری آن در ۱۸۸۴–۱۹۶۰ منتشر شد.